# Ignacio Canuto
Ignacio Canuto (Santa Fe, Argentina; 20 de febrero de 1986) es un exfutbolista argentino. Jugaba como marcador central, aunque también podía desempeñarse como mediocampista central, y su primer equipo fue Unión de Santa Fe. Su último club antes de retirarse fue Platense.

## Clubes
| Club                   | País      | Año       |
| ---------------------- | --------- | --------- |
| Unión de Santa Fe      | Argentina | 2004-2005 |
| Independiente Medellín | Colombia  | 2006      |
| Unión de Santa Fe      | Argentina | 2006-2007 |
| Argentinos Juniors     | Argentina | 2008-2010 |
| Maccabi Haifa          | Israel    | 2010      |
| Libertad               | Paraguay  | 2011      |
| Figueirense            | Brasil    | 2012      |
| Liga de Quito          | Ecuador   | 2013      |
| Tigre                  | Argentina | 2014      |
| León                   | México    | 2015      |
| Atlético Tucumán       | Argentina | 2016-2017 |
| Lanús                  | Argentina | 2017      |
| Tigre                  | Argentina | 2018-2020 |
| Platense               | Argentina | 2020-2021 |

## Selección nacional
En 2009 fue convocado a la Selección Argentina por el entrenador Diego Maradona. Convirtió su primer y único gol con la camiseta albiceleste en la victoria 2-1 ante Jamaica.

## Estadísticas
- Actualizado al final de su carrera deportiva

### Clubes
| Club                         | Div.                | Temporada           | Liga | Liga | Copa Nacional | Copa Nacional | Copa Internacional | Copa Internacional | Total | Total |
| Club                         | Div.                | Temporada           | PJ   | G    | PJ            | G             | PJ                 | G                  | PJ    | G     |
| ---------------------------- | ------------------- | ------------------- | ---- | ---- | ------------- | ------------- | ------------------ | ------------------ | ----- | ----- |
| Unión Argentina              |                     |                     |      |      |               |               |                    |                    |       |       |
| 2.ª                          | 2004/05             | 2                   | 0    | -    | -             | -             | -                  | 2                  | 0     |       |
| 2.ª                          | 2005/06             | 7                   | 0    | -    | -             | -             | -                  | 7                  | 0     |       |
| 2.ª                          | 2006/07             | 32                  | 2    | -    | -             | -             | -                  | 32                 | 2     |       |
| 2.ª                          | 2007/08             | 19                  | 0    | -    | -             | -             | -                  | 19                 | 0     |       |
| Total                        | Total               | 60                  | 2    | -    | -             | -             | -                  | 60                 | 2     |       |
| Ben Hur Argentina            |                     |                     |      |      |               |               |                    |                    |       |       |
| 2.ª                          | 2005/06             | 6                   | 0    | -    | -             | -             | -                  | 6                  | 0     |       |
| Total                        | Total               | 6                   | 0    | -    | -             | -             | -                  | 6                  | 0     |       |
| Argentinos Juniors Argentina |                     |                     |      |      |               |               |                    |                    |       |       |
| 1.ª                          | 2007/08             | 1                   | 0    | -    | -             | -             | -                  | 1                  | 0     |       |
| 1.ª                          | 2008/09             | 22                  | 6    | -    | -             | 3             | 0                  | 25                 | 6     |       |
| 1.ª                          | 2009/10             | 27                  | 0    | -    | -             | -             | -                  | 27                 | 0     |       |
| Total                        | Total               | 50                  | 6    | -    | -             | 3             | 0                  | 53                 | 6     |       |
| Maccabi Haifa Israel         |                     |                     |      |      |               |               |                    |                    |       |       |
| 1.ª                          | 2010/11             | 10                  | 0    | -    | -             | 2             | 0                  | 12                 | 0     |       |
| Total                        | Total               | 10                  | 0    | -    | -             | 2             | 0                  | 12                 | 0     |       |
| Libertad Paraguay            |                     |                     |      |      |               |               |                    |                    |       |       |
| 1.ª                          | 2011                | 32                  | 6    | -    | -             | 15            | 1                  | 47                 | 7     |       |
| Total                        | Total               | 32                  | 6    | -    | -             | 15            | 1                  | 47                 | 7     |       |
| Figueirense · Brasil         |                     |                     |      |      |               |               |                    |                    |       |       |
| 1.ª                          | 2012                | 14                  | 3    | -    | -             | -             | -                  | 14                 | 3     |       |
| 1.ª                          | 2012                | 14                  | 0    | -    | -             | 0             | 0                  | 14                 | 0     |       |
| Total                        | Total               | 28                  | 3    | -    | -             | 0             | 0                  | 28                 | 3     |       |
| Liga de Quito · Ecuador      |                     |                     |      |      |               |               |                    |                    |       |       |
| 1.ª                          | 2013                | 43                  | 3    | -    | -             | 2             | 0                  | 45                 | 3     |       |
| Total                        | Total               | 43                  | 3    | -    | -             | 2             | 0                  | 45                 | 3     |       |
| Tigre Argentina              |                     |                     |      |      |               |               |                    |                    |       |       |
| 1.ª                          | 2013/14             | 19                  | 1    | -    | -             | -             | -                  | 19                 | 1     |       |
| 1.ª                          | 2014                | 17                  | 0    | 2    | 0             | -             | -                  | 19                 | 0     |       |
| 1.ª                          | 2017/18             | 14                  | 2    | -    | -             | -             | -                  | 14                 | 2     |       |
| 1.ª                          | 2018/19             | 17                  | 0    | 11   | 0             | -             | -                  | 28                 | 0     |       |
| 2.ª                          | 2019/20             | 13                  | 1    | -    | -             | 0             | 0                  | 13                 | 1     |       |
| Total                        | Total               | 80                  | 4    | 13   | 0             | 0             | 0                  | 93                 | 4     |       |
| León · México                |                     |                     |      |      |               |               |                    |                    |       |       |
| 1.ª                          | Cl. 2015            | 11                  | 0    | -    | -             | -             | -                  | 11                 | 0     |       |
| 1.ª                          | Ap. 2015            | 0                   | 0    | -    | -             | -             | -                  | 0                  | 0     |       |
| Total                        | Total               | 11                  | 0    | -    | -             | -             | -                  | 11                 | 0     |       |
| Atlético Tucumán Argentina   |                     |                     |      |      |               |               |                    |                    |       |       |
| 1.ª                          | 2016                | 1                   | 0    | -    | -             | -             | -                  | 1                  | 0     |       |
| 1.ª                          | 2016/17             | 22                  | 0    | 1    | 0             | 10            | 1                  | 33                 | 1     |       |
| Total                        | Total               | 23                  | 0    | 1    | 0             | 10            | 1                  | 34                 | 1     |       |
| Lanús Argentina              |                     |                     |      |      |               |               |                    |                    |       |       |
| 1.ª                          | 2017/18             | 8                   | 0    | -    | -             | -             | -                  | 8                  | 0     |       |
| Total                        | Total               | 8                   | 0    | -    | -             | -             | -                  | 8                  | 0     |       |
| Platense Argentina           |                     |                     |      |      |               |               |                    |                    |       |       |
| 2.ª                          | 2020                | 0                   | 0    | -    | -             | -             | -                  | 0                  | 0     |       |
| Total                        | Total               | 0                   | 0    | -    | -             | -             | -                  | 0                  | 0     |       |
| Total en su carrera          | Total en su carrera | Total en su carrera | 351  | 24   | 14            | 0             | 32                 | 2                  | 397   | 26    |

### Selección
| Selección           | Año                 | Amistosos | Amistosos | Sudamérica | Sudamérica | Mundial | Mundial | Total | Total |
| Selección           | Año                 | PJ        | G         | PJ         | G          | PJ      | G       | PJ    | G     |
| ------------------- | ------------------- | --------- | --------- | ---------- | ---------- | ------- | ------- | ----- | ----- |
| Absoluta Argentina  |                     |           |           |            |            |         |         |       |       |
| 2009                | 2                   | 0         | -         | -          | -          | -       | 2       | 0     |       |
| 2010                | 1                   | 1         | -         | -          | -          | -       | 1       | 1     |       |
| Total               | 3                   | 1         | -         | -          | -          | -       | 3       | 1     |       |
| Total en su carrera | Total en su carrera | 3         | 1         | -          | -          | -       | -       | 3     | 1     |

## Palmarés

### Campeonatos nacionales
| Título               | Club               | País      | Año    |
| -------------------- | ------------------ | --------- | ------ |
| Primera División     | Argentinos Juniors | Argentina | C-2010 |
| Copa de la Superliga | Tigre              | Argentina | 2019   |